# Armoiries de la Guinée équatoriale
Les armoiries de la Guinée équatoriale furent approuvées le 12 octobre 1968. Mais elles furent remplacées par un autre emblème pendant la dictature de Macias Nguema.

## Description
- Elles comprennent un écu d'argent chargé d'un fromager ou plus exactement d'un bombax de sinople au tronc brun.
- Six étoiles d'or à six branches alignées sur un arc de cercle couronnent l'écu. Elles représentent les six îles qui forment le territoire de la Guinée équatoriale.
- Sous l'écu, un listel d'argent porte en lettres de sable la devise nationale en espagnol: Unidad, Paz, Justicia (Unité, Paix, Justice).